# Partido Reformista Alemán
El Partido Reformista Alemán (en alemán: Deutsche Reformpartei, DRP) fue uno de los partidos con ideología antisemita en el Imperio alemán. Su primer nombre fue Partido Popular Antisemitista (Antisemitische Volkspartei, AVP) y fue fundado el 20 de marzo de 1890 por Otto Böckel. El partido tuvo su origen, como el Partido Social Alemán, en la Asociación Alemana Antisemita, que fue fundada en 1886 en la ciudad alemana de Kassel. En 1893 fue renombrado como Deutsche Reformpartei y Oswald Zimmermann fue elegido como el primer presidente del partido.
En contraste a los conservadores del DSP con el antisemita Max Liebermann von Sonnenberg, los llamados reformistas querían un curso más anticonservador y solían decir "Contra Junkers y judíos", abogando por reformas sociales para las clases más bajas de la sociedad. Las tensiones entre esos dos partidos fueron descritas por el publicista Hellmut von Gerlach: "Uno de ellos pertenecía a la clase media, el otro apoyaba a los trabajadores, uno de ellos era aristócrata, el otro demócrata. Uno de ellos quiso hacer algo contra los judíos y junkers, mientras que el otro era un buen amigo de los agricultores poderosos. Durante cada votación, la fracción se separó.
El partido recibió la mayoría de sus votos en Hesse bajo el liderazgo de Otto Böckel y en el reino de Sajonia bajo Oswald Zimmermann. Era votado particularmente en regiones rurales de agricultores y obreros. Ya en 1887 Böckel fue elegido como el primer antisemita independiente al Reichstag. En 1890 el AVP ganó cuatro escaños (Böckel, Zimmermann, Pickenbach, y Werner)
Durante las elecciones federales de 1893, los partidos antisemitas ganaron en total 16 de los 397 escaños en el Reichstag. 11 de esos fueron ganados por los reformistas. Un año después el DRP se unió con el DSP para formar el Deutschsoziale Reformpartei (DSRP). La decadencia del movimiento de Böckel en Hesse debilitó al DRP. En 1895 los anticonservadores Otto Böckel y Hermann Ahlwardt tuvieron que irse del partido. Luego fundaron el AVP otra vez, pero esta vez el partido se quedó sin éxito. Los reformistas bajo el liderazgo de Oswald Zimmermann se quedaron en el DSRP, hasta que el partido se separó en reformistas y alemanes sociales. Ambas alas se unieron en 1914 para formar el Deutschvölkische Partei. Esos miembros eran el centro de la Deutschvölkischen Schutz- und Trutzbundes que fue prohibida en 1922.